# 메지트섬
메지트섬(Mejit Island)은 태평양에 위치한 마셜 제도의 섬으로, 라타크 열도에 속한다. 마셜 제도를 구성하는 24개 입법 선거구 가운데 하나이며 암초에 둘러싸인 산호초로 형성된 섬이다. 웟제 환초에서 북동쪽으로 110km 정도 떨어진 곳에 위치한다. 육지 면적은 1.86km2, 인구는 300명(1999년 기준)이다.